# Головко Олександр Валерійович
Олекса́ндр Вале́рійович Головко (1986—2014) — солдат Збройних сил України, учасник російсько-української війни.

## З життєпису
Народився 1986 року в місті Кривий Ріг. Стрілець-помічник гранатометника, 25-та окрема повітряно-десантна бригада.
12 серпня 2014-го увечері загинув у бою поблизу Вуглегірська. Тоді ж полягли підполковник Жуков Дмитро Сергійович, старший лейтенант Чигринов Дмитро Вікторович, старшина Мельников Олександр Юрійович, старший солдат Паращенко Андрій Васильович, солдати Карпенко Сергій Олександрович та Слісаренко Сергій Петрович.
Похований у Кривому Розі 15 серпня 2014 року; в місті оголошено жалобу.

## Нагороди та вшанування
- 14 листопада 2014 року за особисту мужність і героїзм, виявлені у захисті державного суверенітету та територіальної цілісності України, вірність військовій присязі під час російсько-української війни, відзначений — нагороджений орденом «За мужність» III ступеня (посмертно).
- Його портрет розміщений на меморіалі «Стіна пам'яті полеглих за Україну» у Києві: секція 2, ряд 2, місце 36.
- вшановується 12 серпня на ранковому церемоніалі загиблих українських героїв, які загинули в різні роки внаслідок російської агресії.[1]